# Blaugrünes Schillergras
Das Blaugrüne Schillergras (Koeleria glauca), auch Blaugrüne Kammschmiele oder Blaugraues Schillergras genannt, ist eine Pflanzenart aus der Gattung Schillergräser (Koeleria) und damit der  Familie der Süßgräser (Poaceae).

## Beschreibung

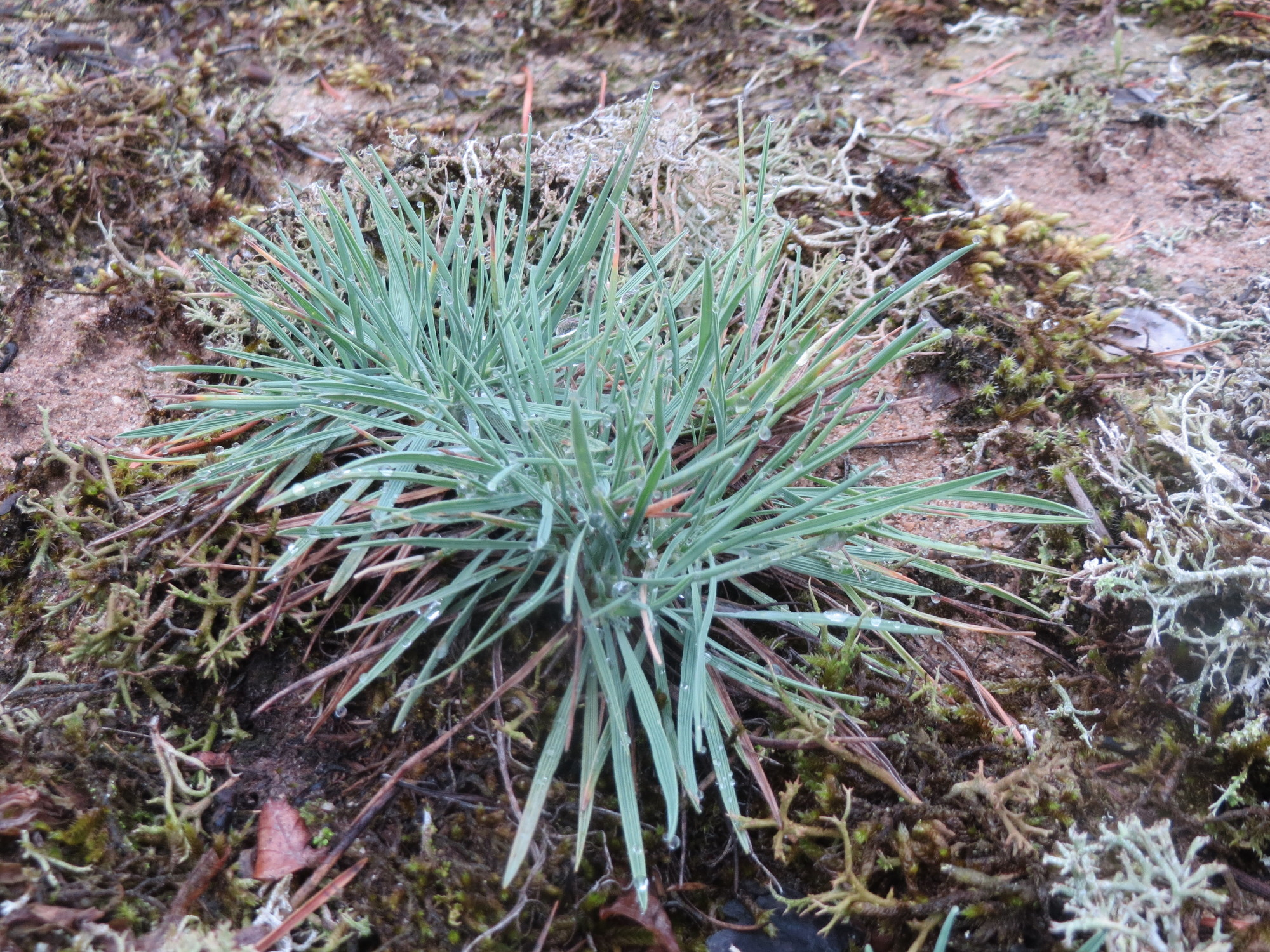
Blaugrünes Schillergras, Blattrosette

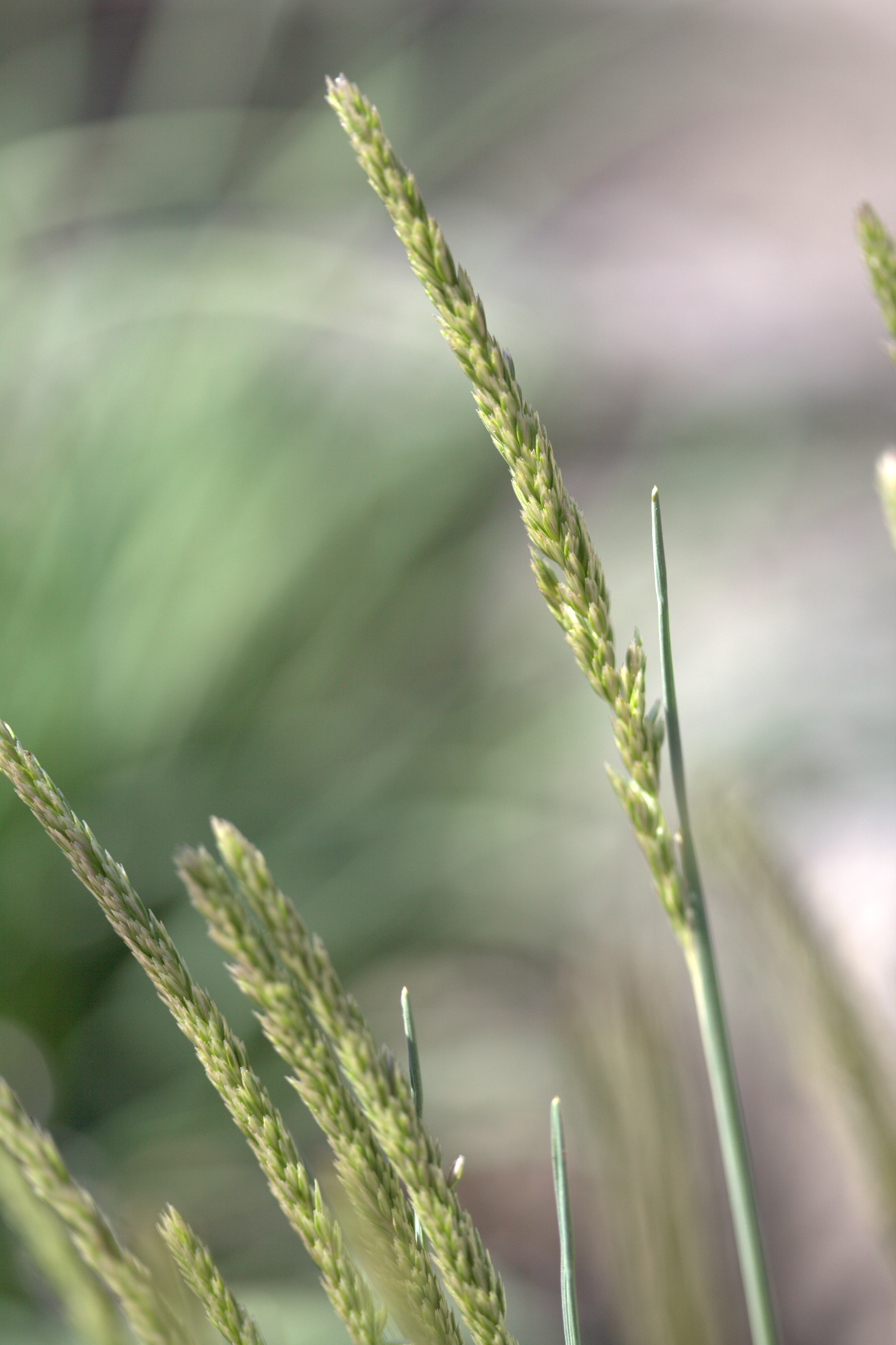
Blütenstand

### Vegetative Merkmale
Das Blaugrüne Schillergras ist ein ausdauerndes Gras, das blaugrüne, dichte Polster bildet. Halme und Erneuerungssprosse sind zwiebelförmig verdickt. Je 2–3 Erneuerungssprosse sind gemeinsam von einer Hülle aus abgestorbenen, in parallele Streifen zerfallenden Blattscheiden bedeckt. Die Halme sind 20–50–(90) Zentimeter hoch, kräftig, aufrecht oder aufrecht-aufsteigend, im unteren Teil zuweilen kahl, zumindest im oberen Teil aber kurz und weich behaart. Jeder Halm trägt 3–4 Knoten, die kahl sind. Das Blatthäutchen ist ein 1 Millimeter langer, bewimperter, kragenförmiger, häutiger Saum. Die Blattspreiten sind 2–5 Zentimeter lang und 1–2 Millimeter breit, sie sind steif, rinnig eingerollt, beiderseits sehr rau und an den Rändern stachelhaarig.

### Generative Merkmale
Die Blütenrispe ist 2–12 Zentimeter lang und 6–15 Millimeter breit, mehr oder weniger dicht, walzenförmig, grünlich-weiß oder gelblich-weiß. Die Seitenäste sind kurz, selten die untersten 25 Millimeter lang. Die Ährchen sind 2–3-blütig, 4–5 Millimeter lang. Von den Hüllspelzen ist die untere einnervig, die obere dreinervig. Die Deckspelzen sind dreinervig, 3,2 bis 4 Millimeter lang, am oberen Ende abgerundet, aber zuweilen mit einer 1 Millimeter langen aufgesetzten Grannenspitze. Die Vorspelzen sind zweinervig und an den hervortretenden Kielen kurz bewimpert. Die Staubbeutel sind 1,5 bis 2 Millimeter lang.
Die Blütezeit ist Juni bis Juli, seltener bis August.
Die Chromosomenzahl ist 2n = 14, seltener 28, 42 oder 70.

## Verbreitung
Das Blaugraue Schillergras kommt von Europa bis in die Mongolei vor. In Europa kommt die Art in fast allen Ländern vor. Sie fehlt nur in Großbritannien, Irland, Island, Norwegen, Finnland, Lettland, in der Schweiz, in Italien, Slowenien, Bosnien-Herzegowina, Montenegro, Albanien, Nordmazedonien, Griechenland, Bulgarien, in der Türkei und in Moldau. In den Flugsandgebieten Osteuropas ist die Art weit verbreitet und kommt von dort westwärts bis zur Elbe und außerdem auf den ostfriesischen Inseln vor. Ein isoliertes Teilareal existiert am Oberrhein.

## Ökologie
Das Blaugrüne Schillergras gedeiht in Mitteleuropa in Sandrasen von Binnendünen auf sommerwarmen, trockenen, mageren, basenreichen meist kalkhaltigen, neutralen, humosen, feinerdearmen, lockeren durchlässigen Sandböden. Es ist eine Charakterart des Verbands Koelerion glaucae, seltener kommt es auch in Gesellschaften des Verbands Cytiso-Pinion vor. Begleitart ist oft das Moos Graue Zackenmütze (Niphotrichum canescens, Syn.: Racomitrium canescens).

## Taxonomie
Koeleria glauca wurde 1801 durch Kurt Sprengel als Aira glauca in Schrader: Bot. Gart. Halle, Nachtrag, Band 1, S. 10 erstbeschrieben. Später stellte Augustin-Pyrame de Candolle sie 1813 als Koeleria glauca (Spreng.) DC. in Catalogus Plantarum Horti Botanici Monspeliensis S. 117 in die Gattung Koeleria. Synonyme von Koeleria glauca (Spreng.) DC. sind: Koeleria cristata var. glauca (Spreng.) G.Mey., Koeleria macrantha subsp. glauca (Spreng.) P.D.Sell und Dactylis glauca (Spreng.) Roth.

## Naturschutz
Das Blaugrüne Schillergras ist im Oberrheingebiet ein Relikt der spätglazialen Kiefernsteppenzeit. Die Assoziation des Jurineo-Koelerietum glaucae ist eine der am meisten gefährdeten Pflanzengesellschaften Süddeutschlands.